# Montsûrs
Montsûrs – miejscowość i gmina we Francji, w regionie Kraj Loary, w departamencie Mayenne. W 2013 roku populacja gminy wynosiła 2044 mieszkańców. 
W dniu 1 stycznia 2017 roku z połączenia dwóch ówczesnych gmin – Montsûrs oraz Saint-Céneré – utworzono nową gminę Montsûrs-Saint-Céneré. Siedzibą gminy została miejscowość Montsûrs. Dnia 1 stycznia 2019 roku nastąpiły kolejne zmiany administracyjne. Z połączenia czterech ówczesnych gmin – Deux-Évailles, Montourtier, Montsûrs-Saint-Céneré oraz Saint-Ouën-des-Vallons – utworzono nową gminę Montsûrs. Siedzibą gminy pozostała miejscowość Montsûrs. 